# She Looks So Perfect
«She Looks So Perfect» es una canción de la banda australiana pop rock 5 Seconds of Summer, de su primer álbum, 5 Seconds of Summer. La canción fue lanzada digitalmente en Australia el 23 de febrero de 2014 y en Europa el 23 de marzo de 2014 por Capitol Records y Hi or Hey Records. El vídeo musical fue publicado el 24 de febrero de 2014.
"She Looks So Perfect" llegó al número 1 en las listas musicales de Australia, en Recorded Music NZ, Irish Singles Chart, en UK Singles Chart. Fue certificado con un disco de platino por la Australian Recording Industry Association por vender 70,000 copias.

## Historia
«She Looks So Perfect» es una canción de 5 Seconds of Summer, es el segundo video en su cuenta de VEVO ya que el primero fue el de su letra. El video oficial salió el 24 de febrero de 2014. Tuvo un gran éxito con 188 millones de reproducciones en YouTube.

## Éxito
El 5 de febrero de 2014, la canción estuvo disponible en iTunes. En dos días, llegó al número uno en iTunes en 39 países, incluyendo Australia, Nueva Zelanda, Reino Unido e Irlanda.
El 1 de marzo de 2014, "She Looks So Perfect" debutó en el número tres en las listas musicales de Australia. La canción finalmente llegó al número uno en su quinta semana en la lista, también fue certificado Platino por las ventas de 70,000 copias. Debutó en el número cuatro en las listas de Nueva Zelanda y en su quinta semana, la canción pasó del número nueve al uno. La semana después, fue certificada Oro.
"She Looks So Perfect" debutó en el número uno en las listas de sencillos de Irlanda el 27 de marzo de 2014. El 30 de marzo, debutó en el número uno en las listas de sencillos de Reino Unido con 94,000 copias vendidas en la primera semana. Fue el cuarto sencillo número uno de Reino Unido por una banda de Australia y primera desde el sencillo "Don't Call Me Baby" de Madison Avenue, que llegó a la lista en mayo de 2000. En la segunda semana "She Looks So Perfect" cayó al décimo lugar.
"She Looks So Perfect" entró al Billboard Hot 100 el 12 de abril de 2014. El 24 de mayo de 2014, seis semanas después de su debut, cambió al número 37, en la semana siguiente llegó al 32.

## Video musical
El vídeo musical oficial fue dirigido por Frank Borin. Fue lanzado en YouTube el 24 de febrero de 2014. Desde entonces, ha obtenido más de 150 millones de visitas. En el vídeo se muestra a personas desvistiéndose dejando al descubierto su ropa interior. El clip de la canción fue nominado a un premio MTV Video Music Award 2014 en la categoría Artist to watch.

## Lista de canciones
| CD (Parte 1) y US Tour EP |                               |                                                                                |                              |          |  |
| N.º                       | Título                        | Escritor(es)                                                                   | Productor(es)                | Duración |  |
| 1.                        | «She Looks So Perfect»        | Ashton Irwin Michael Clifford Jake Sinclair                                    | Jake Sinclair Eric Valentine | 3:22     |  |
| 2.                        | «Heartache On the Big Screen» | Ashton Irwin Michael Clifford Luke Hemmings Calum Hood Dan Lancaster Mike Duce | Lancaster Mike Duce          | 3:24     |  |
| 3.                        | «The Only Reason»             | Michael Clifford Steve Robson busbee                                           | Steve Robson                 | 3:22     |  |
| 4.                        | «Disconnected»                | Luke Hemmings Calum Hood John Feldmann Alex Gaskarth                           | Feldmann                     | 3:31     |  |

| CD (Parte 2) |                                        |                                                |               |          |  |
| N.º          | Título                                 | Escritor(es)                                   | Productor(es) | Duración |  |
| 1.           | «She Looks So Perfect» (Demo de Ash)   | Ashton Irwin Michael Clifford Sinclair         | Sinclair      | 3:23     |  |
| 2.           | «She Looks So Perfect» (Demo de Mikey) | Ashton Irwin Michael Clifford Sinclair         | Sinclair      | 3:24     |  |
| 3.           | «What I Like About You»                | Walter Palamarchuk Michael Skill James Marinos | Feldmann      | 2:33     |  |

| Descarga digital |                        |          |  |
| N.º              | Título                 | Duración |  |
| 1.               | «She Looks So Perfect» | 3:22     |  |

| Descarga digital |                                      |          |  |
| N.º              | Título                               | Duración |  |
| 1.               | «She Looks So Perfect» (Demo de Ash) | 3:23     |  |

| Descarga digital |                                           |          |  |
| N.º              | Título                                    | Duración |  |
| 1.               | «She Looks So Perfect» (Versión acústica) | 3:22     |  |

| EP digital |                                        |          |  |
| N.º        | Título                                 | Duración |  |
| 1.         | «She Looks So Perfect» (Demo de Mikey) | 3:24     |  |
| 2.         | «Heartache On the Big Screen»          | 3:24     |  |
| 3.         | «The Only Reason»                      | 3:22     |  |
| 4.         | «What I Like About You»                | 2:33     |  |

| Casete |                                   |          |  |
| N.º    | Título                            | Duración |  |
| 1.     | «She Looks So Perfect» (Acústica) | 3:22     |  |
| 2.     | «Wherever You Are»                | 3:25     |  |
| 3.     | «What I Like About You»           | 2:33     |  |

## Posicionamiento en listas

### Listas semanales
| Listas (2014)                          | Posiciones |
| -------------------------------------- | ---------- |
| Australia (ARIA)                       | 1          |
| Austria (Ö3 Austria Top 40)            | 21         |
| Bélgica (Flandes) (Ultratop 50)        | 20         |
| Bélgica (Valonia) (Ultratop 50)        | 33         |
| Canadá (Canadian Hot 100)              | 54         |
| Dinamarca (Tracklisten)                | 12         |
| Francia (SNEP)                         | 40         |
| Alemania (Media Control AG)            | 35         |
| Irlanda (IRMA)                         | 1          |
| Países Bajos (Mega Single Top 100)     | 13         |
| Nueva Zelanda (Recorded Music NZ)      | 1          |
| Escocia (Scottish Singles Sales Chart) | 1          |
| Suecia (Sverigetopplistan)             | 49         |
| Suiza (Schweizer Hitparade)            | 26         |
| España (Top 100 Canciones)             | 5          |
| Reino Unido (UK Singles Chart)         | 1          |
| Estados Unidos (Billboard Hot 100)     | 34         |
| US Billboard Mainstream Top 40         | 31         |

## Fecha de lanzamiento
| País          | Fecha                 | Formato          | Sello   |
| ------------- | --------------------- | ---------------- | ------- |
| Australia     | 21 de febrero de 2014 | Descarga digital | Capitol |
| Nueva Zelanda | 21 de febrero de 2014 | Descarga digital | Capitol |
| Reino Unido   | 23 de marzo de 2014   | Descarga digital | Capitol |